# 陳那

陳那

陳那（じんな、ちんな、梵: दिग्नाग, Dignāga, ディグナーガ、480年頃-540年頃）は、唯識の立場からの新しい仏教論理学（=因明学）を確立した有相唯識派の仏教思想家。南インドの婆羅門の出身。最初は、部派仏教の犢子部において出家したが、後に大乗仏教に帰し、世親のもとで唯識と論理学を学んだと伝えられる。その伝統はインド論理学最高峰といわれる法称（ダルマキールティ）に受け継がれた。
また、その思想・論理学は、中観派の清弁にも影響を与え、中観派内に「自立論証派」（スヴァータントリカ）、更に後には「瑜伽行中観派」と呼ばれる流派が形成される契機となった。

## 二量説
集量論、因明正理門論の2本において、二つの量（=判断規範）によって正しさを確認するとする。
1. 現量　認識の正しさを判断する規範
2. 比量　論理の正しさを判断する規範

陳那まで、仏教においても聖教量という判断規範を立てていた。たとえば経典などのように、絶対者の言葉はそれだけで判断規範であったが、それを完全に否定し、経典にあるから正しいのではなく、正しいことが説かれているから規範とすべきであるとして、それまでの三量説を捨て、二量説を立てた。
さらに、現量と比量において、それまで比量を上位としていたが、言葉を基とする論理を使う比量より、仏のさとりは言語を超えたところにあり、それがもっとも正しいものであるので、現量を上位におき、言葉でそれを伝えて経典は二次的なものであることを論証している。

## 著作
中国では「八論」が数えられるが、現存する漢訳論書は5本である。
- 仏母般若波羅蜜多円集要義論（漢訳・チベット語訳）
- 観所縁論　認識内部に現れる形象（相）が実在であるとする有相唯識説を初めて説いた（漢訳・チベット語訳）
- 掌中論（漢訳）
- 取因仮説論（漢訳）
- 因明正理門論（漢訳）

- 集量論（Pramāṇa-samuccaya） 漢訳された記録はあるが現存せず、チベット語訳とサンスクリット本が現存する。